# Монзанто I (Фиренца)
Монзанто I је насеље у Италији у округу Фиренца, региону Тоскана.
Према процени из 2011. у насељу је живело 117 становника. Насеље се налази на надморској висини од 292 м.